# Anna Piatij
Anna Piatij (Moscú, Rusia, 4 de abril de 1981) es una atleta rusa, especialista en la prueba de triple salto, con la que ha llegado a ser medallista de bronce mundial en 2009.

## Carrera deportiva
En el Campeonato Europeo de Atletismo de 2006 ganó el bronce en triple salto, llegando hasta los 15,02 metros, tras su compatriota Tatiana Lébedeva (oro con 15,15 m) y la griega Hrysopiyi Devetzi (plata con 15,05 m).
En el Mundial de Berlín 2009 gana la medalla de bronce en triple salto, con una marca de 14,58 metros, quedando tras las cubanas Yargelis Savigne y Mabel Gay (plata). También consiguió la medalla de bronce en el Mundial de Helsinki 2005.